# Playa de Mal Pas

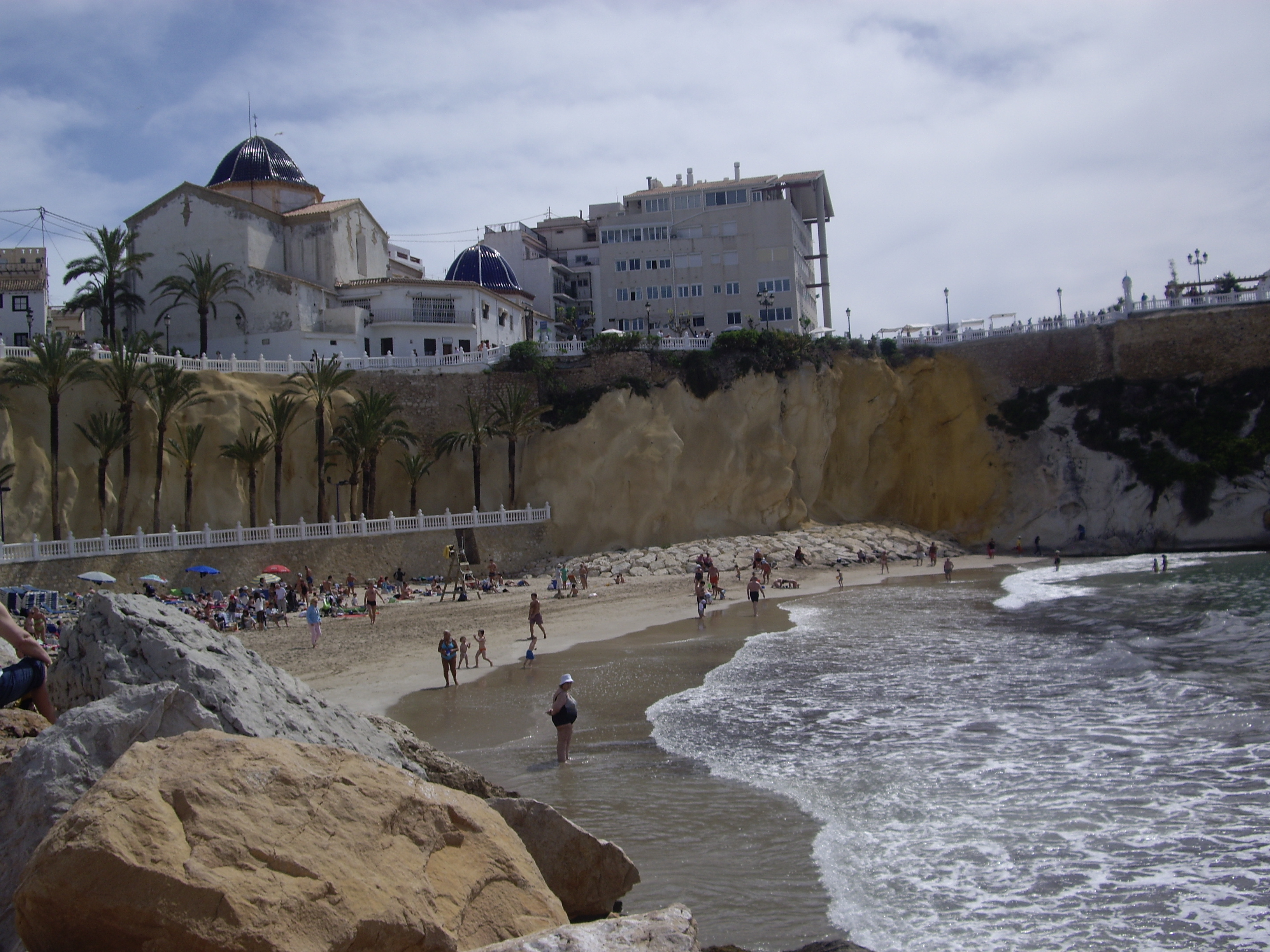
Vista de la playa.

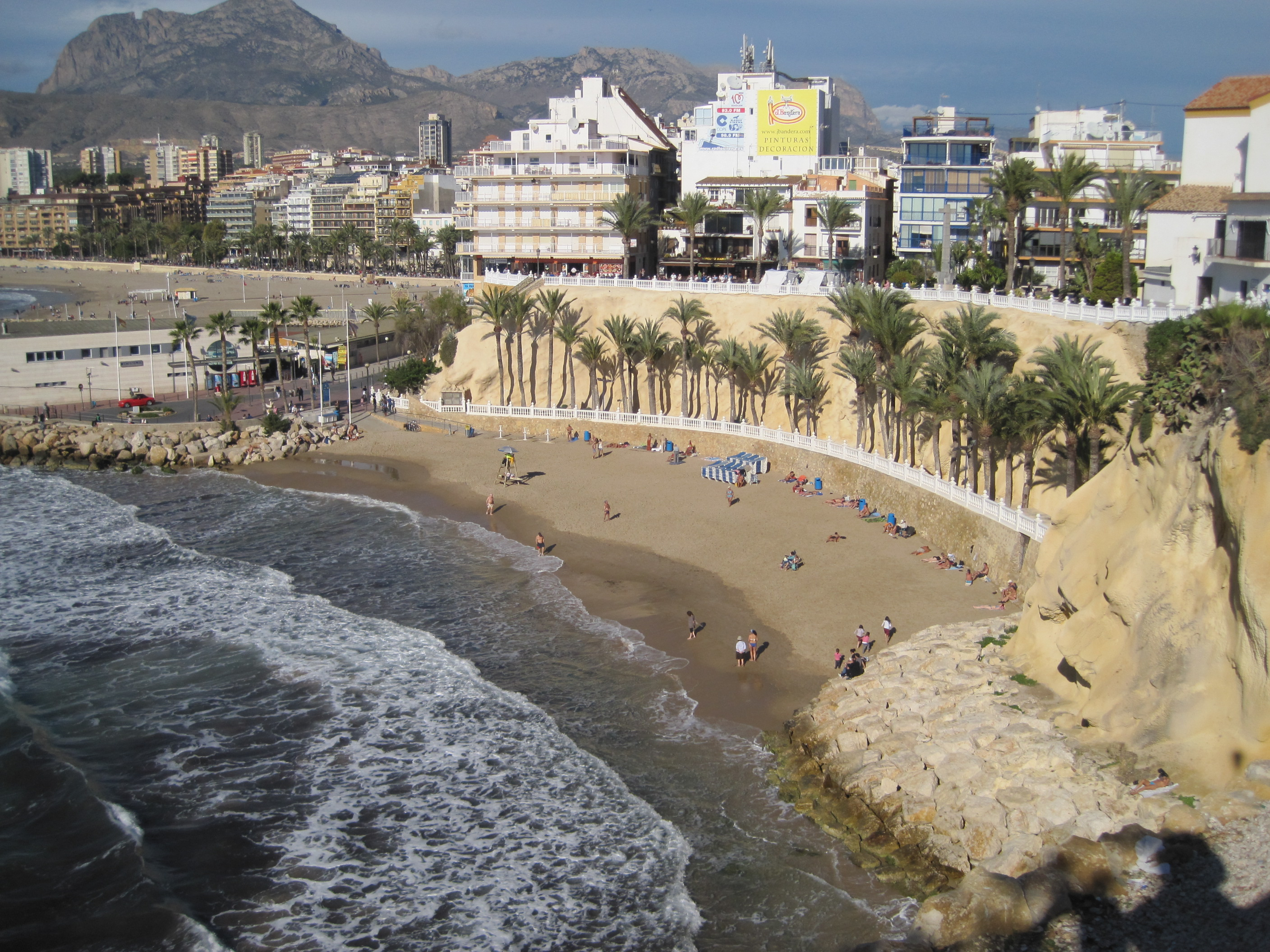
La playa desde El Mirador.

La playa del Mal Pas es una playa de arena del municipio de Benidorm en la provincia de Alicante (España).
Esta playa limita al norte con la Punta Canfali y al sur con el puerto deportivo y tiene una longitud de 120 m, con una amplitud de 75 m.
Se sitúa en un entorno urbano, disponiendo de acceso por calle. Cuenta con aparcamiento delimitado. Es una playa balizada y cuenta con el distintivo de Bandera Azul.